# گمینا کراشنگک
گمینا کراشنگک (به لهستانی:  Gmina Kraśnik) یک گمینا در لهستان است که در شهرستان کراشنگک واقع شده‌است. گمینا کراشنگک ۱۰۵٫۳۶ کیلومتر مربع مساحت و ۷٬۳۸۷ نفر جمعیت دارد.